# 嵯峨信之
嵯峨 信之（さが のぶゆき、1902年4月18日 - 1997年12月28日）は、日本の詩人。本名は大草実。宮崎県生まれ。高輪高等学校中退。

## 概要
萩原朔太郎に師事する。21歳の時、文藝春秋に入社、詩作を中断。戦争後、専門誌「詩学」（詩学社） の編集長となる。1957年に「愛と死の数え唄」や「魂の中の死」などを刊行する。1986年に「土地の名～人間の名」で現代詩花椿賞を受賞。1995年の「小詩無辺」で芸術選奨文部大臣賞、現代詩人賞受賞。主な代表詩は「ヒロシマ神話」。

## 著書
- 研究室から 科学者随想/ 大草実編 矢の倉書店 1938年
- 「愛と死の数え唄」詩学社 1957年
- 「魂の中の死」詩学社 1966年
- 「時刻表」詩学社 1975年
- 「開かれる日、閉ざされる日」詩学社 1980年
- 「嵯峨信之詩集」青土社 1985年5月
- 「土地の名～人間の名」詩学社 1986年6月
- 「OB抒情歌」詩学社 1988年12月
- 「嵯峨信之詩集（現代詩文庫）思潮社 1989年11月
- 「小詩無辺」詩学社、1995年4月
- 「嵯峨信之詩集」（芸林21世紀文庫）芸林書房 2002年4月